# Kabupaten de Tasikmalaya
Cet article concerne un département indonésien. Pour la ville indonésienne, voir Tasikmalaya.
Le kabupaten de Tasikmalaya, en indonésien Kabupaten Tasikmalaya, est un kabupaten qui entoure la ville de Tasikmalaya dans la province de Java occidental. Son chef-lieu est Singaparna, située à l'ouest de Tasikmalaya (7° 21′ 00″ S, 108° 06′ 00″ E). La ville de Tasikmalaya, qui a le statut de kota, est administrativement distincte du kabupaten.

## Géographie
Le kabupaten de Tasikmalaya est bordé :
- Au nord, par celui de Ciamis,
- À l'est, par ceux de Ciamis et Pangandaran,
- Au sud, par l'océan Indien,
- À l'ouest, par le kabupaten de Garut.

## Histoire
D'après l'inscription de Geger Hanjuang, trouvée sur la colline de Geger Hanjuang, dans le village de Linggawangi (district Leuwisari), la principauté de Galunggung est fondée le 13 du mois de Bhadrapada de l'an 1033 de l'ère Saka, soit le 21 août 1111 dans le calendrier grégorien. Son prince est Batari Hyang.
Cette principauté est sous l'influence du royaume de Pajajaran. L'essor des principautés musulmanes de la côte, notamment de Cirebon et Demak, affaiblit Pajajaran.
Au XVIIe siècle, la puissance montante à Java est le nouveau royaume de Mataram. Son roi, le sultan Agung, élève Wirawangsa, seigneur de Sukakerta, à la dignité de bupati avec le titre de Wiradadaha I, pour l'avoir aidé dans la répression de la rébellion du prince Dipati Ukur de Sumedang. La terre prend le nom de Sukapura.
À l'époque du bupati Surialaga (1813-1814), la résidence est déplacée à Tasikmalaya. Le nom du kabupaten est officiellement changé en Tasikmalaya en 1913 sous Wiratanuningrat (1908-1937).

## Tourisme

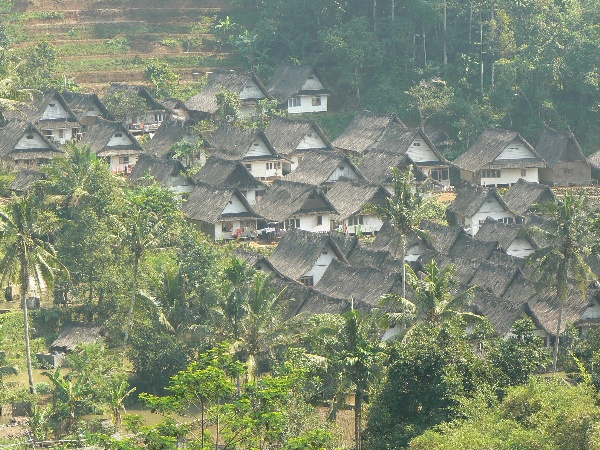
Le village de Kampung Naga

- Le village traditionnel de Kampung Naga est situé à environ 90 km au sud-est de Bandung, la capitale de la province. La population de ce village maintien des traditions, notamment dans la construction de ses maisons, depuis les matériaux utiliser jusqu'à l'architecture et la disposition dans l'espace.
- Le village de Rajapolah et sa région sont un centre d'artisanat traditionnel. On y produit notamment de la vannerie de bambou, des meubles.
- Le volcan Galunggung est entré en éruption le 5 avril 1982. Il en est résulté entre autres un lac de cratère et des sources chaudes.
- La plage de Cipatujah est situé à 74 km de Tasikmalaya.
- La plage de Sindangkerta possède un jardin marin, le Taman Lengsar, d'une superficie de 20 hectare, qui abrite notamment des spécimens de tortue verte.
- La plage de Karang Tawulan est située à 100 km de Tasikmalaya. À l'est se trouve la petite île de Manuk, "l'île des oiseaux", qui abrite effectivement diverses espèces d'oiseaux.

## Lesbupatides époques deMataramet coloniale

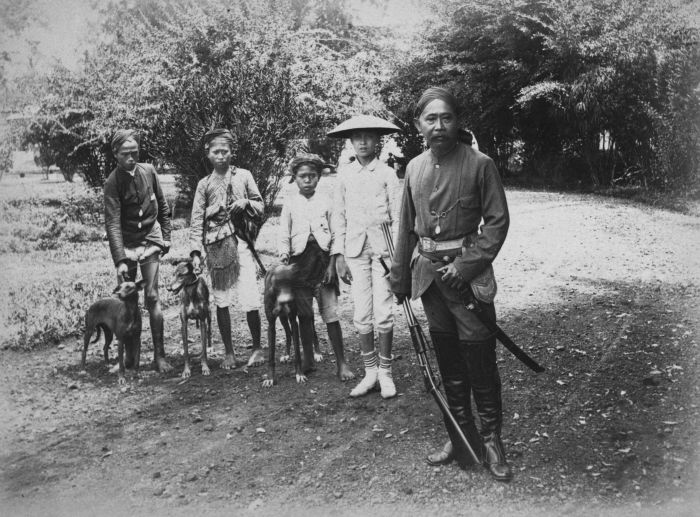
Le regent Wirahadiningrat (1875-1901) en tenue de chasse

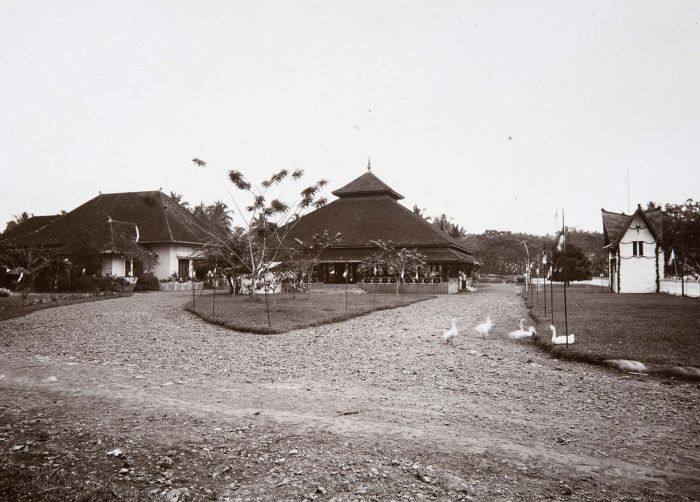
La demeure du regent de Tasikmalaya

- 1641-1674 : Raden Ngabehi Wirawangsa, sous le titre de Raden Tumenggung Wiradadaha I*
- 1674 : Raden Jayamanggala, sous le titre de R. T. Wiradadaha II
- 1674-1723 : Raden Anggadipa I, sous le titre de R. T. Wiradadaha III
- 1723-1745 : Raden Subamanggala, sous le titre de R. T. Wiradadaha IV
- 1745-1747 : Raden Secapati, sous le titre de R. T. Wiradadaha V
- 1747-1765 : Raden Jaya Anggadireja, sous le titre de R. T. Wiradadaha VI
- 1765-1807 : Raden Djayamanggala II, sous le titre de R. T. Wiradadaha VII
- 1807-1837 : Raden Anggadipa II, sous le titre de R. T. Wiradadaha VIII
- 1837-1844 : Raden Tumenggung Danudiningrat
- 1844-1855 : R. T. Wiratanubaya
- 1855-1875 : R. T. Wiraadegdana
- 1875-1901 : R. T. Wirahadiningrat
- 1901-1908 : R. T. Prawirahadingrat
- 1908-1937 : R. T. Wiratanuningrat

## Sources
- Site du gouvernement du Kabupaten de Tasikmalaya : www.tasikmalaya.go.id